# Morris Fourteen
Der Morris Fourteen war ein Mittelklassefahrzeug, das Morris 1937 als Ableitung vom Morris Twelve/4 und Nachfolger des Morris 15.9 herausbrachte.
Der Morris Fourteen/6 hatte einen obengesteuerten 6-Zylinder-Reihenmotor mit 1818 cm³ Hubraum und einer Leistung von 48,3 bhp (36 kW). Alle vier Räder der Limousine waren mit Starrachsen an Halbelliptikfedern aufgehängt. Die Höchstgeschwindigkeit betrug 115 km/h. 1939 wurde das Modell ohne direkten Nachfolger eingestellt.